# Friedrich Madeweis

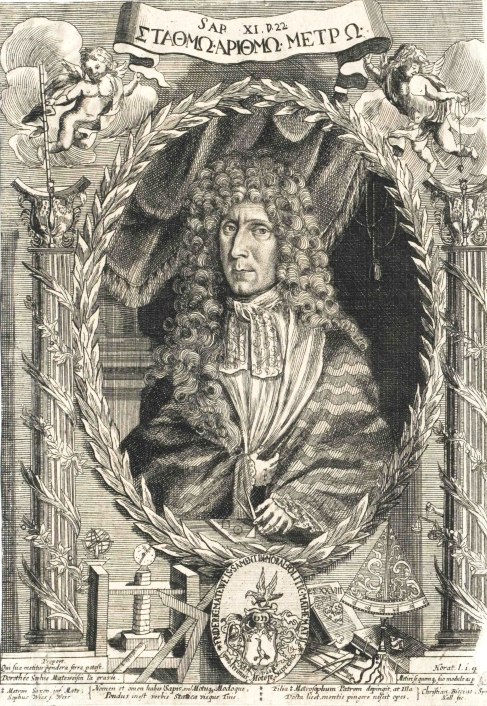
Friedrich Madeweis

Friedrich Madeweis, auch Mateweis (* 10. November 1648 in Sammenthin, Neumark; † 7. August 1705 in Halle (Saale)) war ein deutscher Pädagoge, Universalgelehrter und Verwaltungsbeamter.

## Leben
Madeweis war der Sohn des Dorfpfarrers von Sammenthin, Johann Madeweis (* 20. September 1609; † 1693).
Von 1659 bis 1664 besuchte er das Gröningsche Kolleg in Stargard und immatrikulierte sich 1664 an der Universität Jena. Er studierte Theologie, Jura, Medizin, Philosophie und Mathematik. Im April 1672 ernannte ihn der Magistrat von Berlin mit 24 Jahren zum Konrektor des Gymnasiums zum Grauen Kloster in Berlin.
Friedrich Madeweis war schon als Schüler universell begabt; u. a. soll er mehrere Sprachen beherrscht haben wie Lateinisch, Griechisch, Hebräisch, Arabisch, Spanisch, Italienisch, Französisch, Englisch, Niederländisch.
Am 6. Juni 1681 ernannte der Große Kurfürst Friedrich Wilhelm den damals 32-jährigen Friedrich Madeweis bei seinem Besuch vom 2. bis 8. Juni in Halle zum kurfürstlich-brandenburgischen bzw. königlich-preußischen Sekretär und Hofpostmeister in Halle.
Nach dem Tod des Administrators Herzog August von Sachsen-Weißenfels im Jahr 1680 ging das lutherische Fürstbistum Magdeburg mit der Stadt Halle an das Kurfürstentum Brandenburg unter dem Kurfürsten Friedrich Wilhelm, der auf die Entwicklung eines effizienten Postwesens großen Wert legte. Gerade aufgrund seiner universellen Kenntnisse hielt der Kurfürst Madeweis besonders geeignet für das Postmeisteramt, das sehr begehrt und hoch dotiert war.
Friedrich Madeweis verlegte seinen Wohnsitz nach Halle und legte hier erfolgreich die administrativen Grundlagen für die Installierung eines effizienten kurfürstlich-brandenburgischen Postwesens. Sein Posten erlaubte Madeweis eine aufwendige Haushaltsführung. Zwei repräsentative Wohnsitze, aber auch gescheiterte Projekte, verdeutlichten seine finanziellen Möglichkeiten. Nach seinen Plänen wurde im Jahre 1697 das sogen. Riesenhaus für 41.000 Taler am Großen Berlin errichtet, das 1905 vollständig umgebaut wurde. Jedoch blieb das imposante Barockportal mit den zwei Riesenskulpturen des Herakles und Atlas – daher der Name – erhalten.
Madeweis hatte die Absicht, das Riesenhaus als Akademie, von ihm als „Athenaeum Salomoneum“ bezeichnet, zu nutzen, in der laut seiner programmatischen Schrift von 1702 Vorträge in den Fächern Mathematik, Physik, Natur, Medizin, Recht, Politik und Statistik gehalten und in benachbarten Werkstätten handwerkliche Fähigkeiten erlernt werden sollten. Doch angesichts der Eröffnung der Universität im Jahre 1694 und des von August Hermann Francke im Jahre 1702 eingerichteten Pädagogiums war dieser Plan nicht mehr durchführbar und zum Scheitern verurteilt.
Neben seinem Wohnsitz, dem Riesenhaus, verfügte er über ein größeres Anwesen auf dem Gebiet der heutigen Franckeschen Stiftungen mit einem Obstgarten, Weinberg, Winzerhaus, Scheunen und Ställen, das auch der geplanten Akademie zugutekommen sollte. August Hermann Francke kaufte im Jahre 1703 den Madeweis'schen Besitz für 1350 Taler. Seit 1697 war Madeweis auch als Pfänner eingetragen.
In Trotha erwarb Madeweis im Jahre 1685 das im Dreißigjährigen Krieg zerstörte Anwesen derer von Trotha, wo er ein eingeschossiges, später zweigeschossiges Gebäude mit einem Lustgarten im Barockstil errichtete. Kurfürst Friedrich III. weilte im Juli 1694 zu Besuch auf seinem Anwesen, als er die Universität eröffnete und den Grundstein für die Saaleschleuse in Trotha legte.
Madeweis starb am 7. August 1705 in seinem Bett an einem Herzschlag.  Seine letzte Ruhestätte fand er, nach einer Umbettung, auf dem halleschen Stadtgottesacker im Gruftbogen 57.

## Verdienste
Im Bereich der Infrastruktur hatte sein Wirken große Bedeutung für Halle, insbesondere bei der Einbindung der Stadt in das Netz des damaligen Postverkehrs und bei der Einrichtung neuer Poststrecken, wie beispielsweise die Postverbindung Halle-Merseburg-Naumburg-Jena im Jahre 1686. Seit 1699 fuhr wöchentlich eine Postkutsche von Halle nach Köthen, Magdeburg und Leipzig. Im Jahre 1703 gelang es ihm, eine Verbindung nach Berlin einzurichten. Das von ihm geschaffene neue Postamt hatte die Funktion eines Grenzpostamtes zu Kursachsen inne. Daraus erwuchs ihm eine besondere Bedeutung in den Konflikten zwischen Brandenburg-Preußen und dem Kurfürstentum Sachsen.
1681 wurde er zum ersten kurfürstlich-brandenburgischen Postmeister von Halle ernannt.
In den 24 Jahren seines Wirkens in Halle entwickelte er sich zu einem Mäzen, der Kunst und Wissenschaft förderte.
Madeweis veröffentlichte verschiedene Aufsätze zu naturwissenschaftlichen Fragestellungen. Er war erfinderisch begabt, beschäftigte sich mit Astronomie und entwickelte mathematische Apparaturen und Kalenderuhren.
Auch erdachte er auf Grund mathematischer Berechnungen neben den fünf antiken Ordnungen eine sechste, aber nie beachtete Säulenordnung, die er columna brandenburgica nannte.

## Werke (Auswahl)
- Die Wieder-Erscheinung der ungewöhnlich-grossen Stern-Ruthe, verstehe des Neuen Cometen, im Monat December, des 1680sten, und folgends im Januario des 1681sten Jahres. Rupert Voelcker, Berlin 1681 (Digitalisat).
- Oon Romaion thaumasion. h.e. Ovum Mirabile, Romae Gallina (ceu ferunt) natum. Oder Bericht Von dem wundersamen Ey, Welches zu Rom eine Henne sol geleget haben. Rupert Voelcker, Berlin 1681 (Digitalisat).